# Seger von Gardelegen
Seger von Gardelegen († nach 1329) war Propst des Kollegiatstifts Stendal von 1312 bis 1329 und Protonotar der Mark Brandenburg von 1324 bis 1328.

## Leben
Seger kam aus der altmärkischen Familie von Gardelegen, die seit dem 12. Jahrhundert in markgräflichen Urkunden erschien.
1308 wurde er erstmals als Kaplan der Markgrafen Otto und Waldemar von Brandenburg genannt. Seit 1312 war er Propst des Kollegiatstifts Stendal. Seger hielt sich häufig am Hof von Markgraf Waldemar auf und erschien bis zu dessen Tod im Jahre 1319 knapp 30 Mal als Zeuge in dessen Urkunden. Seger stiftete einen Altar in der St. Stephanskirche in Tangermünde für das Seelenheil des Verstorbenen und hielt sich danach auch bei dessen Witwe Agnes auf.
Im Januar 1324 wurde er bei der ersten Urkunde des neuen Markgrafen Ludwig von Wittelsbach in Stendal bereits als use schriver bezeichnet und war seitdem als Protonotar und Kaplan für diesen tätig. Seger war in den folgenden Jahren etwa 50 Mal Zeuge in dessen Urkunden. Nach dem Wechsel des Vormunds für den noch unmündigen Markgrafen im Jahre 1328 verlor er sein Amt als Protonotarius.
1329 wurde er letztmals erwähnt, als er und die Stadt Stendal das markgräfliche Haus in Arneburg von Ludwig für 800 brandenburgische Silberstücke als Pfand erhielten.